# Bellevue-la-Montagne

Bellevue-la-Montagne este o comună în departamentul Haute-Loire, Franța. În 2009 avea o populație de 467 de locuitori.